# Gillette (Wyoming)
Gillette város az USA Wyoming államában, Campbell megyében, melynek megyeszékhelye is. Lakosainak száma 33 403 fő (2020. április 1.).

## Népesség
A település népességének változása:
| Lakosok száma | 151  | 448  | 1340 | 2177 | 3580 | 7194 | 17 635 | 19 646 | 30 560 | 33 403 |
|               | 1900 | 1910 | 1930 | 1940 | 1960 | 1970 | 1990   | 2000   | 2017   | 2020   |